# Увикяла
Увикяла (Wuikala, Wuikenukv, Oweekeno, Wikeno, Owikeno, Oowekeeno, Oweekano, Awikenox, Oowek’yala, Oowekyala, Oweek’ala) — диалект или подъязык языка хейлцук-увикяла, который принадлежит северовакашской ветви (незаслуженно названная «квакиутлской») вакашской языковой семьи, на котором говорит народ увикино, проживающий вокруг залива рек и озера Овикено побережья штата Британская Колумбия в Канаде.
Алфавит на латинской основе: b, p, p̓, m, m̓, d, t, t̓, n, n̓, z, c, c̓, s, dh, th, t̓h, lh, l, l̓, g, k, k̓, x, y, y̓, kv, k̓v, xv, ǧv, qv, q̓v, x̌v, w, w̓, ǧ, q, q̓, x̌, h, ǎ, i, a, u, əm, ən, əl.